# 그대 옆에 가련다
"그대 옆에 가련다"는 1966년 공개된 대한민국의 영화이다.

## 배역
- 김지미
- 박노식
- 김동원
- 이향
- 주연